# Olympische Sommerspiele 1968/Teilnehmer (Fidschi)
| Gelbes Symbol für Goldmedaillen mit stilisierten Olympischen Ringen | Graues Symbol für Silbermedaillen mit stilisierten Olympischen Ringen | Braundes Symbol für Bronzemedaillen mit stilisierten Olympischen Ringen |
| ------------------------------------------------------------------- | --------------------------------------------------------------------- | ----------------------------------------------------------------------- |
| —                                                                   | —                                                                     | —                                                                       |

An den Olympischen Sommerspielen 1968 in Mexiko-Stadt nahm Fidschi mit dem Speerwerfer William Liga teil. Dieser belegte den 25. Platz in der Qualifikation.

## Teilnehmer

### Leichtathletik
- William Liga
Speerwerfen: 25. Platz in der Qualifikation